# Appetite for Destruction
Appetite for destruction je prvi album skupine Guns N' Roses in je eden prodajno najuspešnejših rock albumov vseh časov. V letu izida so sicer prodali »le« 500.000 kopij, ker zaradi domnevno žaljive originalne slike na ovitku plošče MTV  ni hotela predvajati njihovih videospotov. Skupina se je odločila zamenjati ovitek z novim, na katerem so na križu upodobljene lobanje vseh petih članov, originalna slika, na kateri je upodobljen robot, ki je pravkar posilil dekle, pa se je znašla na notranji strani ovitka. Kompromis ni prepričal mreže MTV, nazadnje je David Geffen, predsednik ugledne založbe Geffen, ki je ploščo izdala, izsilil enkratno predvajanje videospota za »Welcome to the Jungle«. Videospot je bil predvajan ob drugi uri zjutraj in je v 24 urah postal najbolj zahtevan videospot po okusu gledalcev. Album se je takoj znašel na vrhu ameriške glasbene lestvice, svetovna prodaja pa je presegla 25 milijonov prodanih primerkov. Kasneje je skupina posnela še dva videospota s te plošče in sicer za pesmi »Sweet child 'o mine« in »Paradise city«. 

## Seznam pesmi
1. »Welcome to the Jungle« – 4:34
2. »It's So Easy«  – 3:23
3. »Nightrain« – 4:29
4. »Out ta Get Me«  – 4:24
5. »Mr. Brownstone« – 3:49
6. »Paradise City« – 6:46
7. »My Michelle« – 3:40
8. »Think About You« – 3:52
9. »Sweet Child o' Mine« – 4:59
10. »You're Crazy« – 3:17
11. »Anything Goes« – 3:26
12. »Rocket Queen« – 6:13